# День негосударственных добровольных общественных объединений
День негосударственных добровольных общественных объединений (перс. روز تشکل ها و مشارکت های اجتماعی Ruz-e tashakkolha va mosharkatha-ye ejtemai) — иранский национальный праздник, отмечаемый 12 августа (22 морадада по иранскому календарю).

## История праздника
12 августа 2014 года в Иране прошла большая совместная конференция правительства страны и негосударственных добровольных общественных объединений. В этой конференции приняли участие три тысячи общественных организаций, также присутствовал президент Исламской Республики. В связи с этим, представители общественных организаций предложили президенту Хасану Роухани в этот день учредить «День негосударственных добровольных общественных объединений». Через Министерство внутренних дел ИРИ данное предложение было направлено в Генеральный совет по культуре Ирана, который на последнем своем заседании принял решение о введении нового праздника. На этом же заседании обсуждались способы проведения выборов представителя общественных организаций в Совете Наблюдателей.

## Значение праздника
Учреждение этого праздника является показателем того, что правительство страны с уважением относится к общественным организациям. Целью правительства является содействие качественному и количественному развитию данных организаций, а также создание лучших условий для их плодотворной деятельности.

## Общая информация
В Иране действует около трех тысяч общественных организаций, деятельность которых затрагивает следующее: религию, образование, здравоохранение, охрану окружающей среды, занятость, культуру, искусство, молодежь, детей, женщин, пожилых людей. Общественные организации финансируются за счет: пожертвований людей, финансовой помощи со стороны государственных и негосударственных организаций, финансовой помощи со стороны международных организаций, доходов от деятельности и проектов, пожертвований как необходимого условия для членства в организации.